# Ориён (Кушониёнский район)
Джамоат Ориён (тадж. Ҷамоати деҳоти Ориён; до 2002 года — Авангардский джамоат, тадж. Ҷамоати деҳоти Авангард) — джамоат (сельская община) в Кушониёнском районе Хатлонской области Республики Таджикистан.
Административный центр — село Кахрамон, которое расположено в 15 км от райцентра.
Население — 11060 человек (2017; 10392 в 2015, 56308 в 2009). 
В состав джамоата входят 6 сёл:
| Населённый пункт | Прежнее название | Население, чел. (2017) |
| ---------------- | ---------------- | ---------------------- |
| Зарбдор          | -                | 323                    |
| Кахрамон         | -                | 2693                   |
| Кизил Юлдуз      | -                | 1819                   |
| Малик Гиёев      | Политотдел       | 3564                   |
| Околтин          | Акалтын          | 218                    |
| Сароб            | Будённый         | 2443                   |